# Matt Taven
Matthew Marinelli (né le 20 mars 1985) est un catcheur américain plus connu sous le nom de Matt Taven.

## Carrière

### Circuit indépendant (2008-2012)
Il effectue un court passage en décembre 2010 à la Ohio Valley Wrestling, notamment en perdant contre Mike Bennett ou Cliff Compton.

### Ring of Honor (2009-2021)

#### Débuts (2009-2013)
Matt Taven commence à faire quelques matchs par équipe durant 2010 et 2011 mais sans succès. Ce n'est qu'en janvier 2012 qu'il commence à catcher plus régulièrement, notamment en combattant Mike Mondo, match se terminant en No-Contest. Après une petite série de défaites, on le voit apparaître pour la première fois en pay-per-view lors de Boiling Point (2012) où il perd contre Q.T. Marshall dans un Four Corner Survival et où l'enjeu était un contrat à la ROH. Cependant, il obtient un autre contrat. Le 2 février 2013, il bat Silas Young, puis Tadarius Thomas et gagne le Top Prospects Tournament 2013, lui permettant d'obtenir un match de championnat pour le ROH TV Championship.

#### ROH World Television Champion et perte du titre (2013-2014)

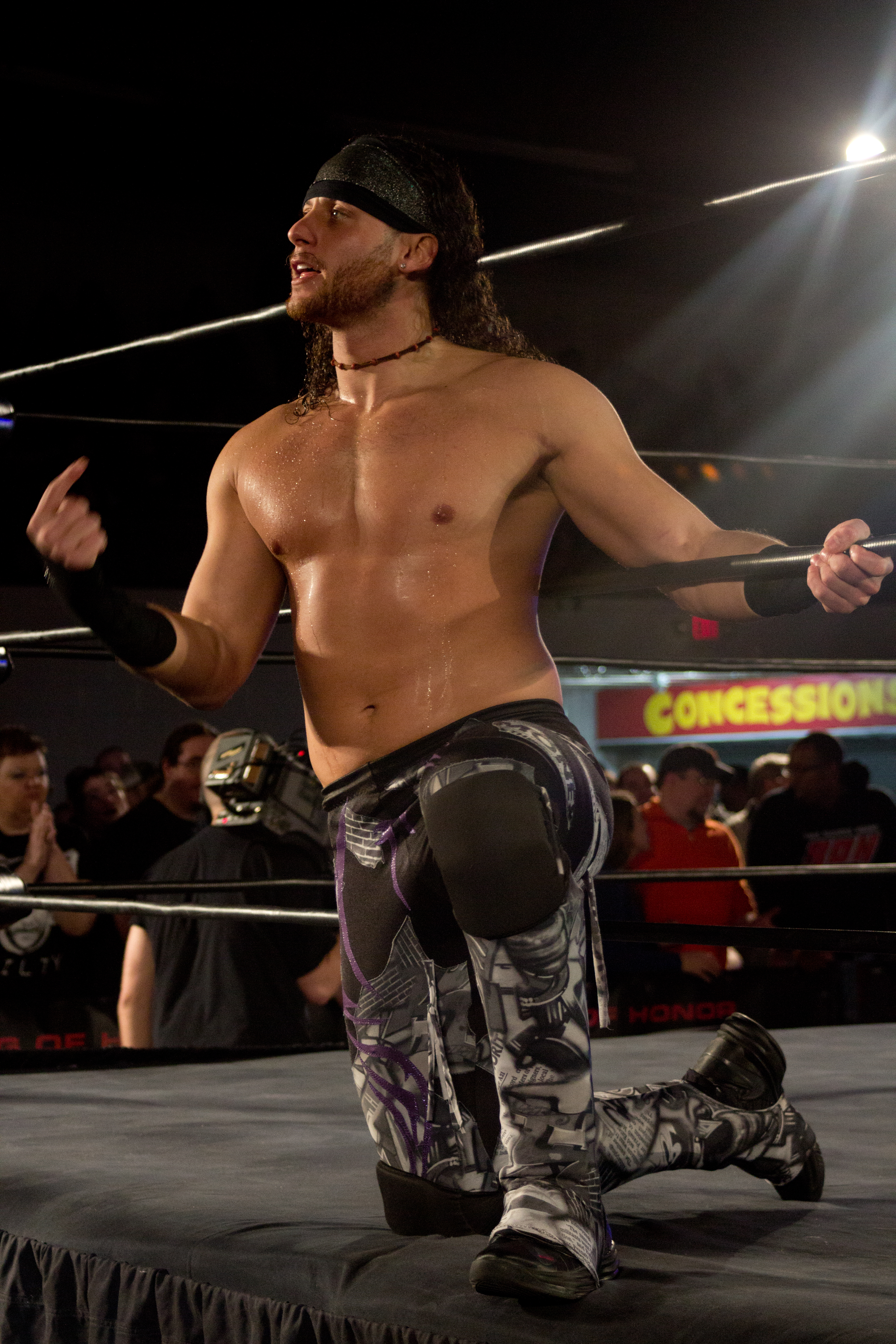
Matt Taven en janvier 2014.

Lors de 11th Anniversary Show, il bat Adam Cole et remporte le ROH World Television Championship, avec l'aide de Truth Martini son manager. Le 4 avril, lors de Supercard of Honor VII, il conserve son titre face à Adam Cole et Matt Hardy. Le 4 mai à Border Wars (2013), il conserve son titre face à Mark Briscoe. Il en fait de même contre Jimmy Jacobs et Jay Lethal le 22 juin lors de Best in the World (2013). Le lendemain, il conserve son titre face à Eddie Edwards. Le 21 septembre, il bat à nouveau Jay Lethal et conserve son titre. Une semaine plus tard, il bat Davey Richards et Roderick Strong dans un Triple Threat match pour garder son titre. Le 2 novembre, il bat Adam Page et continue ainsi sa série de victoires pour le titre. Il perd son titre le 14 décembre lors de Final Battle (2013) face à Tommaso Ciampa, mettant ainsi fin à 287 jours de règne.

#### Rivalité avec Jay Lethal (2014)
Il perd le 8 février contre Tommaso Ciampa et Jay Lethal et ne remporte pas le ROH World Television Championship. Le 21 février, lors de 12th Anniversary Show, il bat Silas Young. Le 7 mars, lors de Raising the Bar - Night 1, il perd contre Adam Cole et ne remporte pas le ROH World Championship. Le lendemain, il perd contre Silas Young à la suite d'une intervention de Truth Martini[réf. nécessaire]. Il perd à nouveau contre Ciampa le 22 mars et ne remporte pas le ROH TV Title. Le 19 avril, il intervient avec Tommaso Ciampa après un match de Jay Lethal. Un match de championnat est organisé entre ces trois lutteurs mais Lethal attaque Ciampa avant le match. Taven s'en prend à Lethal mais Truth Martini intervient à son tour. Lors de Global Wars (2014), il perd contre Silas Young, Tommaso Ciampa et Jay Lethal, qui conserve son titre. Le 7 juin, il bat Jay Lethal après s'être déguisé en Romantic Touch[réf. nécessaire]. Lors de Best in the World (2014), il perd contre Jay Lethal et ne remporte pas le ROH World Television Championship. Le 15 août, lors de Field of Honor (2014), il affronte une nouvelle fois Jay Lethal dans un Steel Cage match et ne parvient pas à récupérer le titre de la télévision.

#### The Kingdom et champion par équipe (2014-2019)

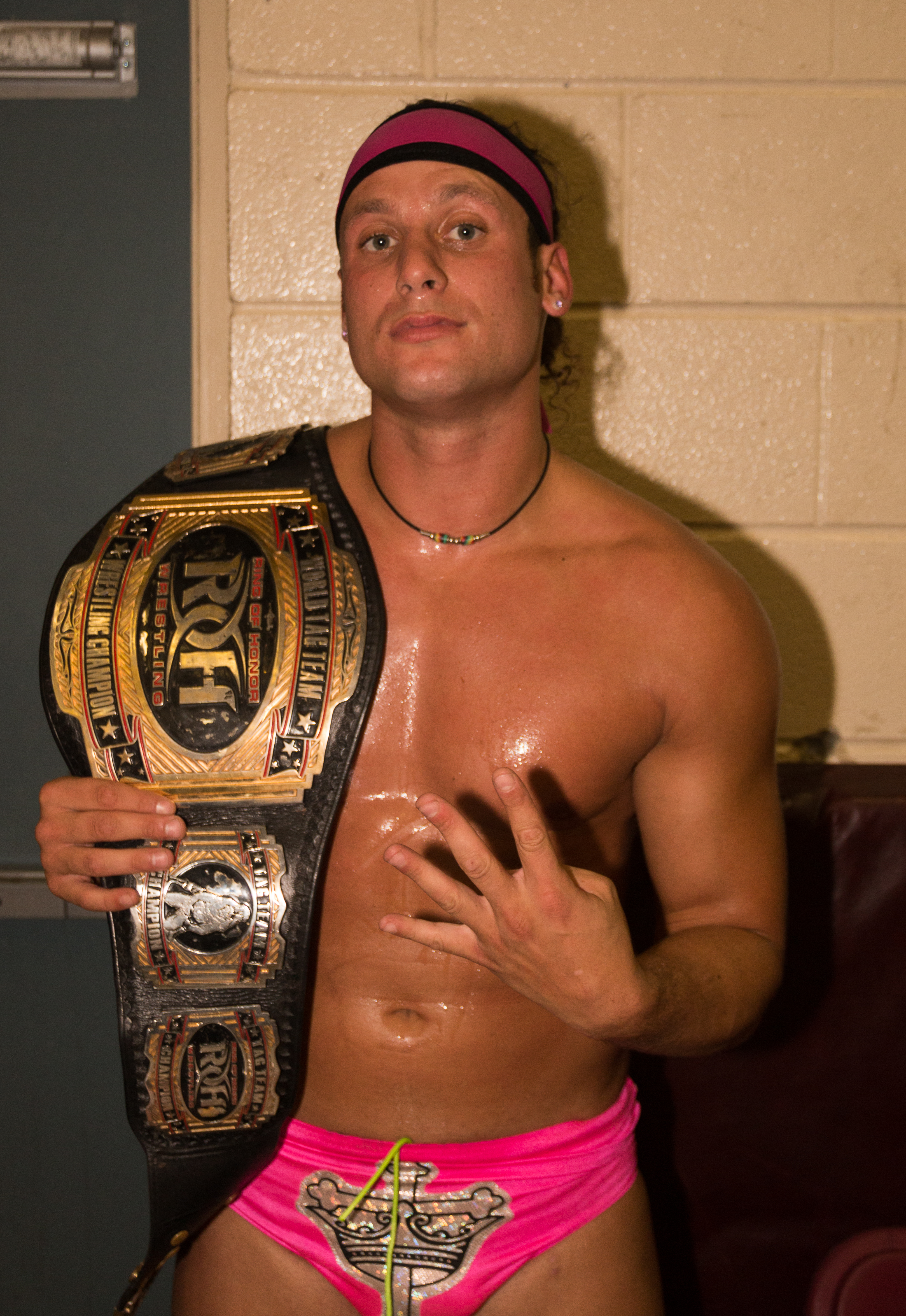
Matt Taven avec le titre mondial par équipe de la ROH.

Il décide de rejoindre ensuite le clan The Kingdom où il dispute une série de matchs avec Michael Bennett contre les Briscoe Brothers. Le 1er mars, lors de 13th Anniversary Show, ils battent Karl Anderson et The Addiction dans un Triple Threat Tag Team match. Cinq jours plus tard, ils battent The Young Bucks, cette victoire leur offrant une opportunité pour les ROH World Tag Team Championship détenu par les reDRagon à Supercard of Honor IX. Le 19 juin, à Best in the World (2015), ils perdent contre Bullet Club (A.J. Styles et The Young Bucks). Le 18 septembre, à All Star Extravaganza VII, ils battent The Young Bucks et The Addiction et remportent les ceintures par équipes. Lors de Final Battle 2015, ils perdent les titres contre War Machine (Hanson et Raymond Rowe). Lors de ce match, il se blesse au genou et Michael Bennett et Maria Kanellis quittent la fédération le lendemain. Le 12 janvier 2016, il subit une opération chirurgicale qui le rend indisponible pour neuf mois. Le 18 septembre 2016, il annonce que lui et son Kingdom participeront au ROH 6-Man Tag Team Championship Tournament, mais il n'annonce pas ses partenaires. Le 23 octobre, il invite TK O'Ryan et Vinny Marseglia à rejoindre The Kingdom et ensemble ils battent Bullet Club (Adam Cole, Matt Jackson et Nick Jackson) pour avancer à la demi-finale du ROH 6-Man Tag Team Championship Tournament.Le 19 novembre, ils battent Team CMLL (Hechicero, Okumura et Último Guerrero) et se qualifient pour la finale du tournoi. Lors de Final Battle 2016, ils battent Jay White, Kushida et Lio Rush en finale du tournoi et deviennent les premiers ROH World Six-Man Tag Team Champions. Lors de ROH Undisputed Legacy, ils conservent les titres contre Jax Dane et War Machine.
Lors de Final Battle 2017, il bat Will Ospreay. Lors de Honor Reigns Supreme 2018, lui, TK O'Ryan et Vinny Marseglia battent Bullet Club (Adam Page, Cody et Marty Scurll) . Lors de Masters Of The Craft 2018, il bat Cody au cours d'un first blood match.
Lors de ROH/NJPW War Of The Worlds 2018 - Tag 1, il est censé affronter Dalton Castle pour le ROH World Championship mais le match est annulé à cause des blessures de Castle, Taven arrive avec le Kingdom et se moque de lui et dit que titre de la ROH devrait lui être remis si Castle ne peut pas le défendre contre lui et se plaint alors à nouveau d'une conspiration contre lui et le Kingdom, puis plus tard dans la soirée, lui, TK O'Ryan et Vinny Marseglia battent SoCal Uncensored (Christopher Daniels, Frankie Kazarian et Scorpio Sky) et remportent les ROH World Six-Man Tag Team Championship pour la seconde fois. Lors de Best in the World (2018), ils conservent les titres contre Los Ingobernables de Japón (Bushi, Evil et Sanada). Le 25 août, ils perdent les titres contre Bullet Club (Cody, Matt et Nick Jackson).
Lors de ROH/NJPW War Of The Worlds 2018 - Tag 1, ils battent Bullet Club (Cody, Matt et Nick Jackson) et remportent les ROH World Six-Man Tag Team Championship pour la troisième fois. Le 29 mars 2019, ils perdent les titres contre Villain Enterprises (Brody King, Marty Scurll et PCO).

#### Champion du Monde de la ROH (2019)
Lors de G1 Supercard, il bat Jay Lethal et Marty Scurll au cours d'un Three Way Ladder Match et remporte le ROH World Championship pour la première fois, devenant par la même occasion le deuxième ROH Grand Slam Champion et le cinquième Triple Crown Champion. Lors de Best In The World 2019, il conserve son titre contre Jeff Cobb. Lors de Death Before Dishonor 2019, il perd son titre contre Rush qui met fin à son règne de 174 jours.
La semaine suivante, les membres du Kingdom sont mystérieusement pris pour cible. Vinny Marseglia et TK O'Ryan se sont fait attaquer et il s'avère que les membres du Kingdom sont aussi filmés en dehors du ring. Énervé par la situation, il décide d'attendre le coupable dans le ring mais les lumières vont s'éteindre. Matt Taven sera aveuglé par une lumière et Vinny Marseglia apparaîtra derrière lui. L'attaquant par derrière et le faisant saigner au visage avec sa haché. Révélant ainsi que s'était lui le responsable depuis le début. "Fermant par la même occasion les portes du Kingdom"

#### Rivalité avec Vincent et Réunion avec Mike Bennett (2019-2021)
A Final Battle 2019, il perd contre Vincent qui lui brisera la cheville après le combat. Il effectuera son retour plusieurs mois plus tard et fera passer Vincent à travers une table. Lors de Honor For All 2021, lui et Mike Bennett battent La Facción Ingobernable (Dragon Lee et Kenny King) et remportent les ROH World Tag Team Championship pour la deuxième fois. Lors de Final Battle 2021, ils perdent leur titres contre The Briscoe Brothers.

### New Japan Pro Wrestling (2014-2015)

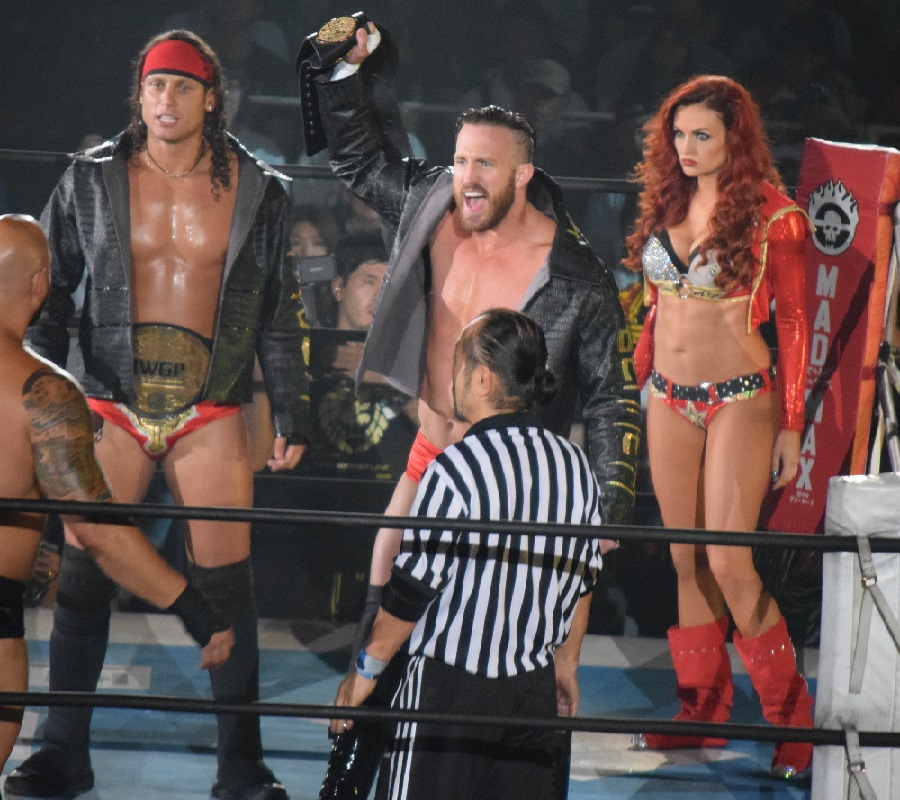
Taven (à gauche) et Michael Bennett (au centre) avec Maria Kanellis (à droite) en tant que IWGP Tag Team Champions en Juillet 2015

Lors de Invasion Attack 2015, lui et Michael Bennett battent Bullet Club (Doc Gallows et Karl Anderson) et remportent les IWGP Tag Team Championship,. Lors de Dominion 7.5 in Osaka-jo Hall, ils perdent les titres contre Bullet Club (Doc Gallows et Karl Anderson).

### Consejo Mundial de Lucha Libre (2016-2019)
Grâce à la relation entre la ROH et la CMLL, il fait ses débuts à la Consejo Mundial de Lucha Libre le 9 septembre, ce qui a également marqué son retour de sa blessure au genou, où lui, Mr. Niebla et Shocker battent Máscara Dorada, Máximo Sexy et Volador Jr.. Le 23 septembre, il perd contre Rush. Le 17 mars 2017, il perd contre Último Guerrero et ne remporte pas le NWA World Historic Middleweight Championship. Le 30 mars 2018, il bat Volador Jr. et remporte le NWA World Historic Welterweight Championship.

### National Wrestling Alliance (2021-...)
Le 2 novembre 2021, il fait ses débuts à la NWA avec Mike Bennett en battant The Fixers (Jay Bradley et Wrecking Ball Legursky).

### Impact Wrestling (2022)

#### Honor No More et départ (2022)
Lors de Hard to Kill (2022), il fait ses débuts à Impact Wrestling aux côtés de Vincent, Mike Bennett, Maria Kanellis et PCO en attaquant Eddie Edwards, Heath, Rhino, Rich Swann et Willie Mack après le match de ces derniers.
Lors de No Surrender (2022), lui, Mike Bennett, Kenny King, Vincent et PCO battent la Team Impact (Chris Sabin,Rhino, Rich Swann, Steve Maclin et Willie Mack) avec l'aide de Eddie Edwards et obtiennent le droit de rester à Impact Wrestling.
Le 1er septembre à Impact, lui et Mike Bennett battent The Good Brothers et remportent les Impact World Tag Team Championship. Lors de Bound for Glory (2022), ils conservent leur titres contre The Motor City Machine Guns.
Le 8 octobre 2022, il quitte la compagnie, 9 mois après son arrivée.

### The Wrestling Revolver (2022-...)
Le 9 juillet 2022, lors de Cage of Horrors, il fait ses débuts à la Wrestling Revolver avec Mike Bennett en gagnant contre Steve Maclin et Westin Blake pour remporter les PWR Tag Team Championship.

## Palmarès
- Chaotic Wrestling
  - 2 fois Chaotic Wrestling New England Champion
  - 1 fois Chaotic Wrestling Tag Team Champion avec Vinny Marseglia[47]

- Consejo Mundial de Lucha Libre
  - 1 fois NWA World Historic Welterweight Championship

- Impact Championship Wrestling
  - 1 fois ICW Tag Team Champion avec Rhett Titus[48]

- Impact Wrestling
  - 1 fois Impact World Tag Team Champion avec Mike Bennett

- National Wrestling Alliance
  - 1 fois NWA On Fire Tag Team Champion avec Julian Starr

- New Japan Pro Wrestling
  - 1 fois IWGP Tag Team Champion avec Mike Bennett

- Northeast Wrestling
  - 2 fois NEW Heavyweight Champion

- Pro Wrestling Experience
  - Robbie Ellis Tribute Super Junior Heavyweight Tournament (2012)

- Ring of Honor
  - 1 fois ROH World Champion
  - 3 fois ROH World Six-Man Tag Team Champion avec TK O'Ryan et Vinny Marseglia (premier)[20]
  - 2 fois ROH World Tag Team Champion avec Mike Bennett
  - 1 fois ROH World Television Champion
  - Top Prospect Tournament (2013)
  - 2e ROH Grand Slam
  - 5e ROH Triple Crown

- The Wrestling Revolver
  - 1 fois PWR Tag Team Champion avec Mike Bennett (actuel)

- Top Rope Promotions
  - 2 fois TRP Heavyweight Champion
  - Killer Kowalski Cup (2010)

### Récompenses des magazines
- Pro Wrestling Illustrated

| Année | 2011 | 2012       | 2013 | 2014 | 2015 | 2016 | 2017 | 2018 | 2019 | 2020 | 2021 | 2022 | 2023 |
| ----- | ---- | ---------- | ---- | ---- | ---- | ---- | ---- | ---- | ---- | ---- | ---- | ---- | ---- |
| Rang  | 231  | Non classé | 93   | 93   | 96   | 183  | 202  | 141  | 37   | 45   | 396  | 400  | 339  |

### Résultats des matchs à enjeu (Luchas de apuestas)
| # | Vainqueur (enjeu)                    | Perdant (enjeu)                     | Date              | Lieu   | Notes                                  |
| - | ------------------------------------ | ----------------------------------- | ----------------- | ------ | -------------------------------------- |
| 1 | Bárbaro Cavernario et Rush (cheveux) | Matt Taven et Volador Jr. (cheveux) | 14 septembre 2018 | Mexico | Au cours de CMLL 85th Anniversary Show |